# Rivellia metallica
Rivellia metallica är en tvåvingeart som först beskrevs av Wulp 1867.  Rivellia metallica ingår i släktet Rivellia och familjen bredmunsflugor. Inga underarter finns listade i Catalogue of Life.